# George Wallington
Pour les articles homonymes, voir Wallington.
George Wallington (né Giacinto Figlia le 27 octobre 1924 à Palerme en Sicile, mort le 15 février 1993 à Cape Coral en Floride ou à New York) est un pianiste américain de bebop.

## Biographie
Né en Sicile, George Wallington vit dès sa première année à New York. Il est initié à la musique par son père qui était chanteur classique. Il commence le piano très jeune et, adolescent, fréquente les clubs de jazz New Yorkais.
Entre 1943 et 1953, Wallington joue notamment avec Dizzy Gillespie, Joe Marsala, Charlie Parker, Serge Chaloff, Allan Eager, Kai Winding, Terry Gibbs, Brew Moore, Al Cohn, Gerry Mulligan, Zoot Sims, Red Rodney, et Lionel Hampton, et enregistre plusieurs albums.
Entre 1954 et 1960, il participe à plusieurs formations à New York avec Donald Byrd, Jackie McLean, et Phil Woods.

## Albums

### En tant que leader
- The George Wallington Trio (Savoy, 1949–51) avec Kai Winding, Gerry Mulligan, Max Roach
- The George Wallingon Trios (OJC, 192-53) avec Charles Mingus, Oscar Pettiford, Max Roach, Curly Russell
- Trios (RCA Vogue, 1954) avec Pierre Michelot
- Live At The Café Bohemia (OJC, 1955) avec Donald Byrd, Jackie McLean
- Jazz For The Carriage Trade (OJC, 1956) avec Phil Woods
- The New York Scene (OJC, 1957)
- Jazz At Hotchkiss (Savoy, 1957) avec Donald Byrd, Phil Woods
- The Prestidigitator (East West, 1958) avec J. R. Monterose
- The Pleasure Of A Jazz Inspiration (VSOP, 1985) piano solo

### En tant qu'invité
- Serge Chaloff: We the People Bop (Cool & Blue, 1946–49)
- Al Cohn: Cohn´s Tones (Savoy, 1950, 1954)
- Stan Getz: Early Getz (OJC, 1949–53)
- Gerry Mulligan: Mulligan Plays Mulligan (OJC, 1951)
- Annie Ross: Annie Ross Sings (OJC, 1952)
- Lionel Hampton: Oh! Rock (Natasha, 1953)
- Bobby Jaspar: Bobby Jaspar with George Walligton, Idrees Sulieman (OJC, 1957)